# Rio Água Grande
Der Rio Água Grande ist ein etwa 22 km langer linker Nebenfluss des Rio Goioerê im Inneren des brasilianischen Bundesstaats Paraná.

## Etymologie
Der portugiesische Begriff Água Grande bedeutet Großes Wasser. 

## Geographie

### Lage
Das Einzugsgebiet des Rio Água Grande befindet sich auf dem Terceiro Planalto Paranaense (Dritte oder Guarapuava-Hochebene von Paraná).

### Verlauf
Sein Quellgebiet liegt im Munizip Janiópolis auf 541 m Meereshöhe etwa 5 km westlich des Hauptorts in der Nähe der BR-272.
Der Fluss verläuft zunächst in nordwestlicher Richtung und schwenkt dann langsam auf eine nördliche Richtung, der er bis zur Mündung folgt. Nach etwa 5 km erreicht er die westliche Grenze des Munizips Janiópolis zum Munizip Moreira Sales, die er bis zu seiner Mündung bestimmt. Er mündet auf 373 m Höhe von links in den Rio Goioerê. Er ist etwa 22 km lang.

### Munizipien im Einzugsgebiet
Am Rio Água Grande liegen die zwei Munizipien Janiópolis und Moreira Sales.